# René Coty
Pour les articles homonymes, voir Coty.
René Coty, né le 20 mars 1882 au Havre et mort le 22 novembre 1962 dans la même ville, est un homme d'État français. Il est président de la République du 16 janvier 1954 au 8 janvier 1959.
Membre de l’Alliance démocratique puis du CNIP, il est alternativement député et sénateur de la Seine-Inférieure entre 1923 et 1953. Il est ministre de la Reconstruction et de l'Urbanisme de 1947 à 1948, dans les gouvernements de Robert Schuman et d’André Marie. Devenu vice-président du Conseil de la République (ex-Sénat), il remporte l’élection présidentielle de 1953 au treizième tour de scrutin avec le soutien de la droite et du centre.
Second et dernier président de la IVe République, il voit son mandat marqué par le gouvernement du radical Pierre Mendès France, la fin de la guerre d'Indochine et le déclenchement de la guerre d'Algérie. En 1958, ces « événements d’Alger » le conduisent à appeler à la présidence du Conseil le général de Gaulle, qu’il présente comme le « plus illustre des Français ». Ce dernier fait instaurer la Ve République puis accède à la présidence de la République.
Retiré de la vie politique après son départ de l’Élysée, René Coty siège au Conseil constitutionnel jusqu'à sa mort.

## Situation personnelle

### Origines
Jules Gustave René Coty naît le 20 mars 1882 au Havre. Il est le fils de Jean Coty, républicain modéré, directeur du collège Saint-Michel (la pension Coty), et de Blanche Sence. Tous les membres de la famille Coty sont normands et ont exercé des métiers divers tels que cultivateurs, instituteurs ou encore artisans.
Il a deux sœurs, Nelly et Marthe, et deux frères, Marcel et Henri.

### Formation
En 1899, René Coty obtient un double baccalauréat en sciences et en lettres, avec la mention bien, et part faire ses études à l'université de Caen. En 1900, il est exempté du service militaire en raison de sa maigreur. La même année, il représente l'association générale des étudiants de Caen au Congrès international de Paris. Deux ans plus tard, en 1902, il obtient une licence en droit et une licence en lettres et philosophie.
Il prête serment d'avocat la même année et s'inscrit au barreau du Havre. Spécialiste en droit maritime et commercial, il plaide au civil et au pénal. Mû par un souci de justice sociale, il prend la défense en 1910 de Jules Durand, un syndicaliste injustement accusé d'avoir incité au meurtre d'un ouvrier non gréviste. Il est bâtonnier de l'ordre des avocats.
Passionné de littérature et de philosophie, il fonde en 1905 le Cercle Vallonges, un cercle littéraire, avec quelques amis, également intéressés par les livres.

### Vie familiale

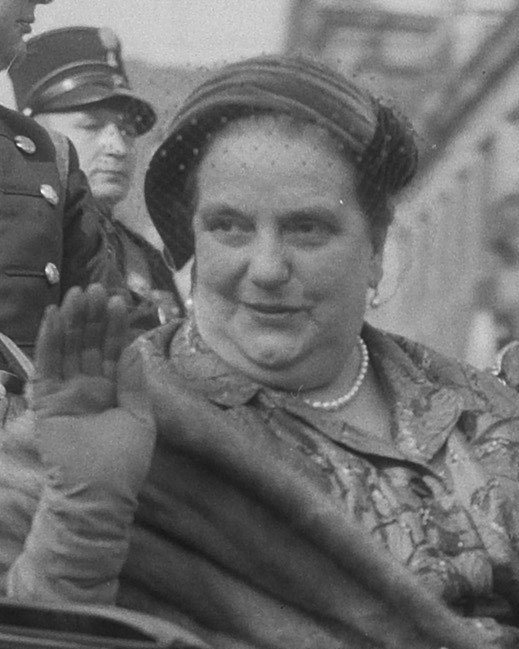
Germaine Coty, son épouse, décédée durant son mandat de président de la République.

Le 21 mai 1907, à l'église Saint-Michel du Havre, il épouse Germaine Corblet, fille d'un armateur havrais. Le couple a deux filles : Geneviève, née en 1908, mariée en 1929 à Louis-Félix Egloff, ingénieur, avec lequel elle a six filles ; et Anne-Marie, née en 1910, épouse en 1932 du docteur Maurice Georges, avec lequel elle a trois filles et un fils. Geneviève et Anne-Marie décèdent toutes deux en 1987.

## Ascension politique

### Débuts et conflit mondial (1902-1918)
Laïque et démocrate, René Coty s'inscrit dans la lignée de Léon Gambetta, Jules Ferry et Pierre Waldeck-Rousseau. Il est ainsi considéré comme un républicain modéré.
C'est aux élections législatives de 1902 que le jeune René Coty s'engage en politique, lorsqu'il soutient la campagne du député sortant et maire du Havre, Jules Siegfried.
En 1908, René Coty est élu conseiller municipal du Havre, sur la liste « Union du comité républicain du bloc des gauches ». Il exerce cette fonction jusqu'en 1919. Un an plus tard, en 1909, il est élu secrétaire général du Grand cercle républicain. Dans sa carrière d'avocat, Coty défend le syndicaliste Jules Durand en 1910, mis en cause dans l'assassinat d'un ouvrier non-gréviste. Ce fait divers inspira Salacrou, qui en fait une pièce, Boulevard Durand, en 1950.
Il est élu en 1913 conseiller général de la Seine-Inférieure. Il est réélu à quatre reprises : en 1919, 1925, 1931 et 1937.
En 1914, René Coty est engagé volontaire dans le 129e régiment d'infanterie, qui fait partie de la division Mangin. Il participe notamment à la bataille de Verdun, tout comme l'ensemble de sa division. En 1918, à la fin de la guerre, Coty reprend sa robe d'avocat et continue à travailler dans son cabinet.
En décembre 1919, René Coty se présente aux élections municipales, briguant la mairie du Havre, sans succès.

### Premiers mandats de député (1923-1935)

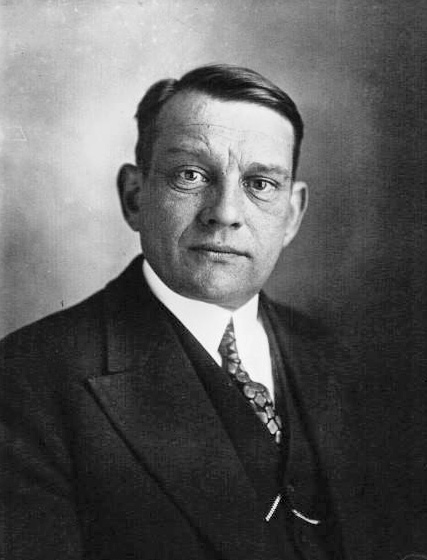
René Coty en 1929.

En juin 1923, il est élu député de la Seine-Inférieure. Il succède à son modèle, Jules Siegfried, prend ses distances avec le Parti radical, dont il ne supporte plus les positions anticléricales. Il rejoint l'Union républicaine et évolue vers la droite. En 1924, il se fait réélire contre un membre du Cartel des gauches. Il s'investit dans son travail parlementaire, et devient membre de plusieurs commissions, dont celle de la marine marchande.
Le 13 décembre 1930, le député Coty est nommé sous-secrétaire d'État à l'Intérieur dans le gouvernement de Théodore Steeg. Il occupe cette fonction dix jours seulement, jusqu'au 23 décembre.
En 1932, il est élu vice-président du conseil général de Seine-Inférieure. La même année, peu après sa réélection à la Chambre des députés, René Coty décide de quitter le barreau pour se consacrer à son travail parlementaire. Cependant, il ouvre un cabinet de conseiller juridique à Paris.

### Sénateur de la Seine-Inférieure (1936-1940)
En 1936, René Coty est élu sénateur ; c'est cette même année que le couple Coty s'installe, dans un appartement du quai aux Fleurs à Paris. Il devient membre de la commission des Finances. C'est au cours de cette période qu'il rencontre Henri Sacquet, journaliste, écrivain et résistant (directeur de l'Agence quotidienne et du Bureau parlementaire), qui devient un ami proche du couple Coty. De 1936 à 1938, il est un opposant du Front populaire. Il commence à réfléchir à des projets de réforme constitutionnelle pour améliorer les insuffisances liées au parlementarisme de la IIIe République.

### Régime de Vichy et Libération (1940-1945)
Le 10 juillet 1940, le sénateur Coty vote les pleins pouvoirs constituants au maréchal Pétain, avant de se tenir à l'écart de la vie publique. En 1943, cependant, il travaille avec un petit groupe de sénateurs à Paris en faveur d'un projet de loi constitutionnelle pour la transition vers la Libération. De 1944 à 1945, il est automatiquement frappé d'inéligibilité du fait de son vote en faveur du Maréchal ; mais, en raison de son opposition « constante depuis 1940 », cette inéligibilité est levée le 11 octobre 1945 par le Jury d'honneur,.

### Député à l'Assemblée nationale constituante (1945-1946)
Lors des élections législatives du 21 octobre 1945 puis de celles de juin 1946 qui doivent désigner une Assemblée nationale constituante, René Coty est à nouveau élu député de la Seine-Inférieure, en tant que républicain indépendant. Il sera réélu aux élections législatives du 10 novembre 1946.

### Ministre de la Reconstruction et de l'Urbanisme (1947-1948)
René Coty est ministre de la Reconstruction et de l'Urbanisme dans le premier cabinet de Robert Schuman, du 24 novembre 1947 au 26 juillet 1948, dans le cabinet d'André Marie, du 26 juillet au 5 septembre 1948, et enfin dans le second cabinet de Robert Schuman, du 5 septembre au 11 septembre 1948.

### Membre et vice-président du Conseil de la République (1948-1953)

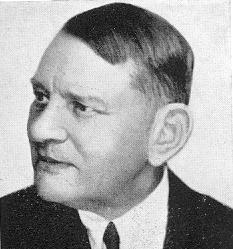
René Coty en 1948.

À l’issue des élections sénatoriales de novembre 1948, René Coty retrouve son mandat de parlementaire de la Seine-Inférieure et devient vice-président du Conseil de la République, poste pour lequel il est reconduit chaque année jusqu’en 1952,,,,.
Réélu parlementaire en 1952 et de nouveau porté à la vice-présidence de la haute assemblée aux ouvertures de session en 1952 et 1953,, René Coty écrit en 1952 dans son journal personnel que sa « candidature à l'Élysée semble sérieusement envisagée par des gens sérieux ».
En juillet 1949, il devient également vice-président de l'Union parlementaire européenne.

## Président de la République

### Victoire à la présidentielle de 1953
En vue de l'élection présidentielle de 1953, le président de la République sortant, le socialiste Vincent Auriol, annonce qu'il ne briguera pas un second mandat. Le président du Conseil des ministres, Joseph Laniel, part favori dans la course à l’Élysée. Alors qu’il est vice-président du Conseil de la République depuis 1948, René Coty n'est pas pressenti pour l’emporter, d'autant plus que la tradition sous la Troisième et la Quatrième République est d'élire le plus souvent le président de la chambre haute (Sénat puis Conseil de la République), qui est à ce moment-là Gaston Monnerville.
Alors que le président de la République française était élu dès le premier tour, éventuellement au second, le scrutin s'éternise. Joseph Laniel, soutenu par la droite, ne parvient pas à obtenir la majorité absolue. Après le dixième tour, le chef du gouvernement se retire au profit de Louis Jacquinot, mais celui-ci recueille encore moins de voix et se retire à son tour au profit de René Coty, qui, sans être candidat et étant alors opéré de la prostate (cette hospitalisation lui évitant de se prononcer pour ou contre la Communauté européenne de défense), avait obtenu 71 voix au onzième tour. Au douzième tour, le nouveau candidat de la droite manque de peu d’obtenir la majorité absolue ; il est alors immédiatement procédé à un treizième tour de scrutin, à l’issue duquel René Coty est élu par 477 voix sur 871, dont 329 pour le socialiste Marcel-Edmond Naegelen.
Le nouveau président de la République entre en fonction le 16 janvier 1954, après une cérémonie de passation des pouvoirs avec Vincent Auriol, au palais de l'Élysée.

### Exercice du mandat

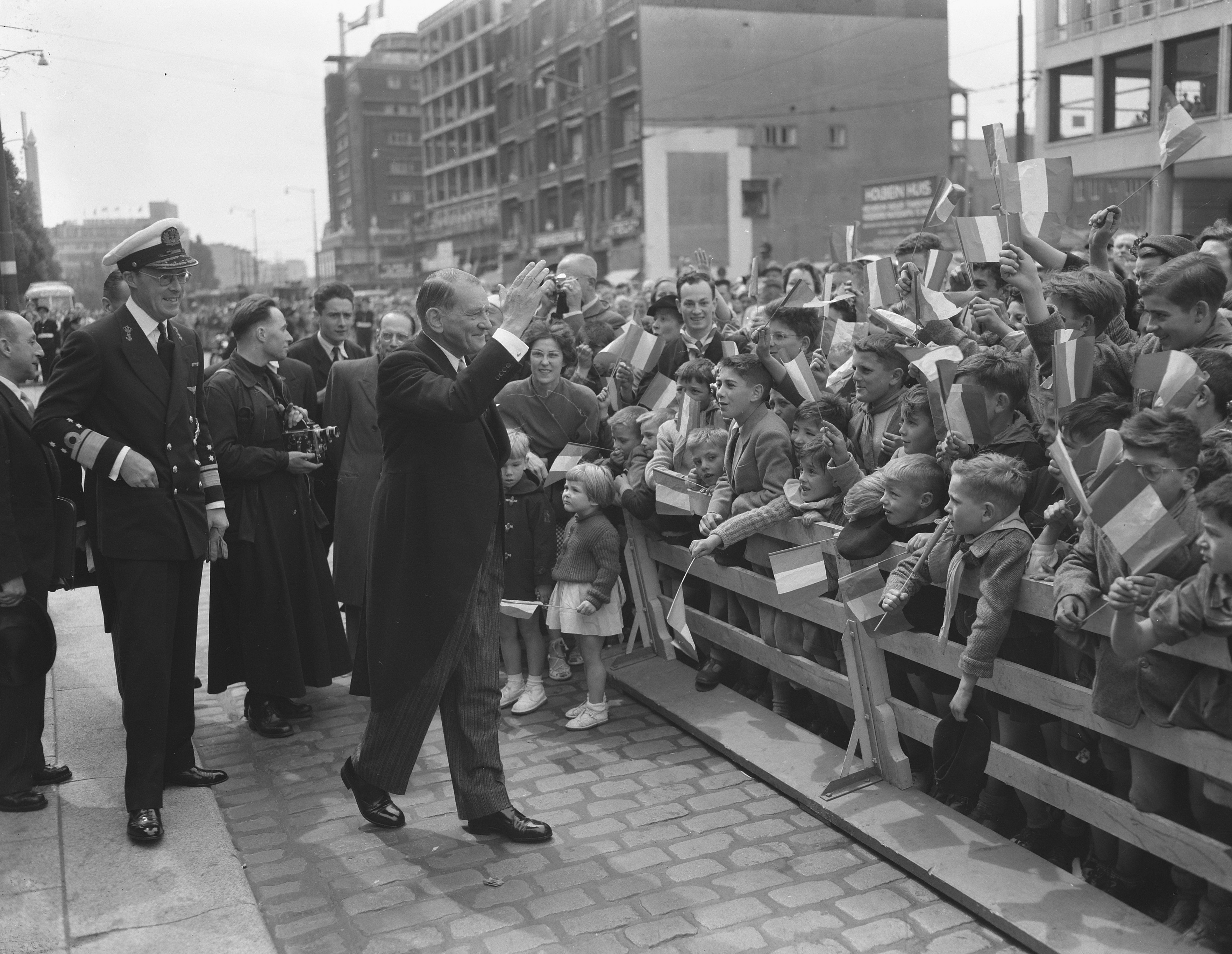
René Coty en visite d’État aux Pays-Bas (1954).

Dans les attributions étroites que la Constitution de 1946 lui confère, René Coty devient vite populaire auprès des Français, ainsi que son épouse Germaine Coty.
En janvier 1956, il refuse de nommer Pierre Mendès France à la présidence du Conseil, bien que celui-ci soit le chef de file de la coalition de Front républicain, victorieuse des élections législatives : le chef de l’État lui préfère Guy Mollet, dirigeant de la SFIO. Le programme de cette coalition de centre gauche est la recherche d'une paix négociée en Algérie.
Durant l’année 1958, les tensions créées par la guerre d'Algérie sont à leur comble, et le putsch d'Alger fait craindre un coup d'État militaire pour porter Charles de Gaulle au pouvoir. René Coty fait alors appel « au plus illustre des Français », le même Charles de Gaulle. Il utilise la procédure exceptionnelle d'un message lu à l'Assemblée nationale par son président, André Le Troquer. Pour contrer une possible opposition de l'Assemblée nationale, dominée par la gauche, le président de la République menace de démissionner immédiatement en cas de refus d'investiture du Général. Le gouvernement de Gaulle est investi le 1er juin 1958. Pierre Mendès France déclare plus tard à ce sujet : « C'est parce que le Parlement s'est couché qu'il n'y a pas eu de coup d'État ! »

### Derniers mois
La Constitution de la Ve République est promulguée le 4 octobre 1958. Le texte dispose dans son article 91 que les pouvoirs du président de la République en fonction expireront à la suite de la proclamation de l'élection de son successeur. Le 8 janvier 1959, après la victoire du général de Gaulle à l’élection présidentielle de décembre 1958, René Coty transmet ses pouvoirs en déclarant que « le premier des Français est désormais le premier en France ».

## Après l’Élysée

### Membre du Conseil constitutionnel
Membre de droit du Conseil constitutionnel, il est élu à l'Académie des sciences morales et politiques, occupant le fauteuil IV de la section III (législation, droit public et jurisprudence). René Coty désapprouve le recours au référendum de 1962 sur l'élection au suffrage universel du président de la République.

### Mort et funérailles nationales
René Coty meurt au Havre le 22 novembre 1962, à 80 ans, victime d'une crise cardiaque. Le général de Gaulle prononce son éloge lors des obsèques nationales célébrées au Havre le 27 novembre suivant. Pour caractériser la personnalité de René Coty, il cite Jean de La Bruyère : « La modestie est au mérite ce que les ombres sont aux figures dans un tableau : elle lui donne force et relief. »

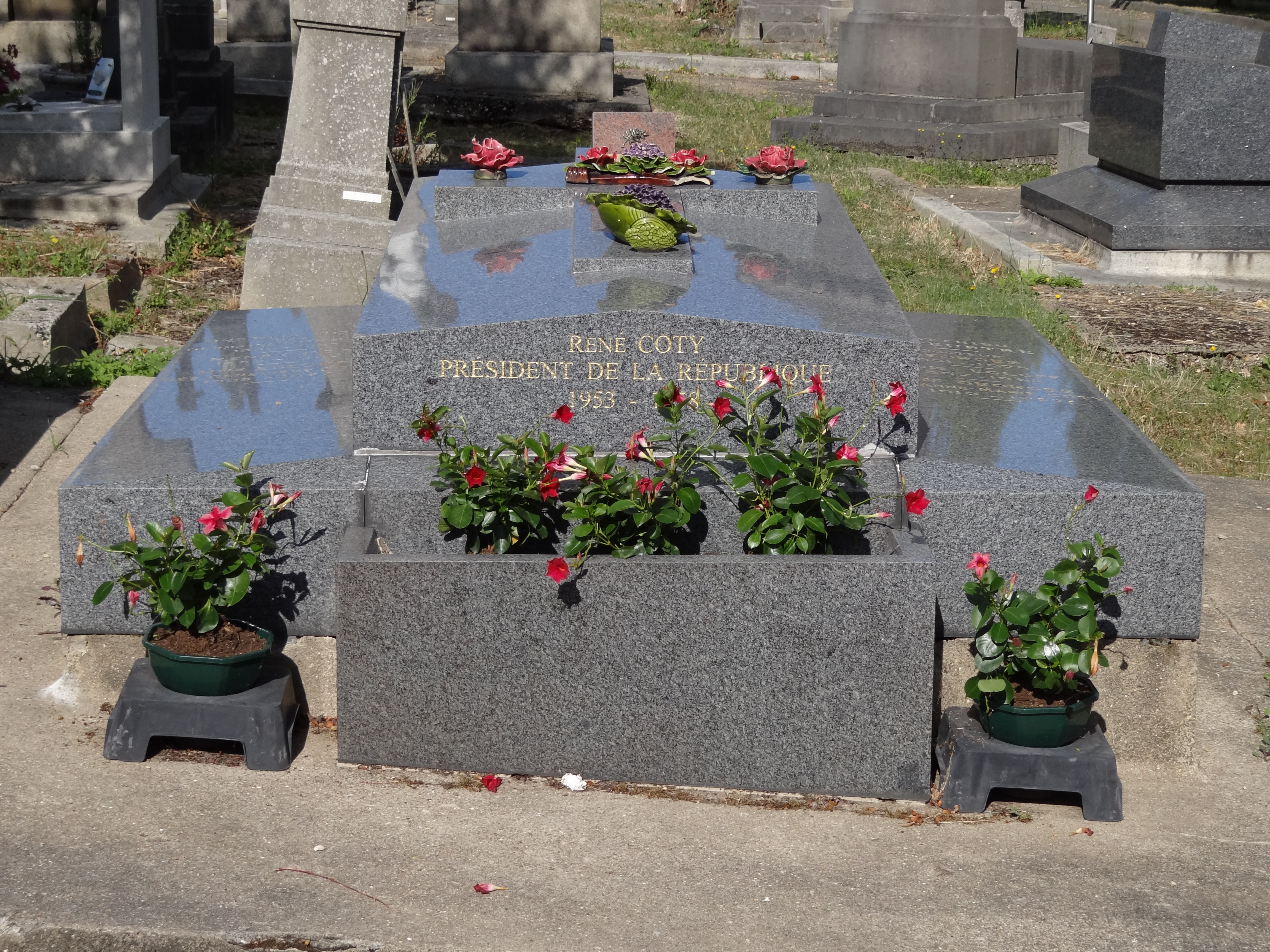
La tombe de René Coty au cimetière Sainte-Marie du Havre (Seine-Maritime).

Il est enterré au cimetière Sainte-Marie du Havre après une messe célébrée en l'église Saint-Vincent du Havre.

## Décorations
- Grand-croix de la Légion d'honneur (1954) et grand maître de l'ordre (1954-1959) en tant que président de la République.
- Chevalier de l'ordre du Christ, décerné par Pie XII en 1957[20] en tant que président de la République. ( Vatican)
- Grand cordon de l'ordre du Sceau de Salomon ( Empire d'Éthiopie).
- Croix de guerre 1914-1918, palme de bronze, décision du 17 mars 1916, pour avoir ravitaillé le régiment sous les bombardements les 29, 30 et 31 janvier 1916.
- Croix du combattant volontaire 1914-1918, décision du 22 juin 1937.
- Grand-croix de l'ordre de Saint-Charles ( Monaco, 1954)[21].
- Écharpe des Deux ordres ( Portugal, 19 novembre 1954)[22].

René Coty a refusé la Médaille militaire par lettre du 14 août 1959, ne s'en estimant pas digne.

## Hommages

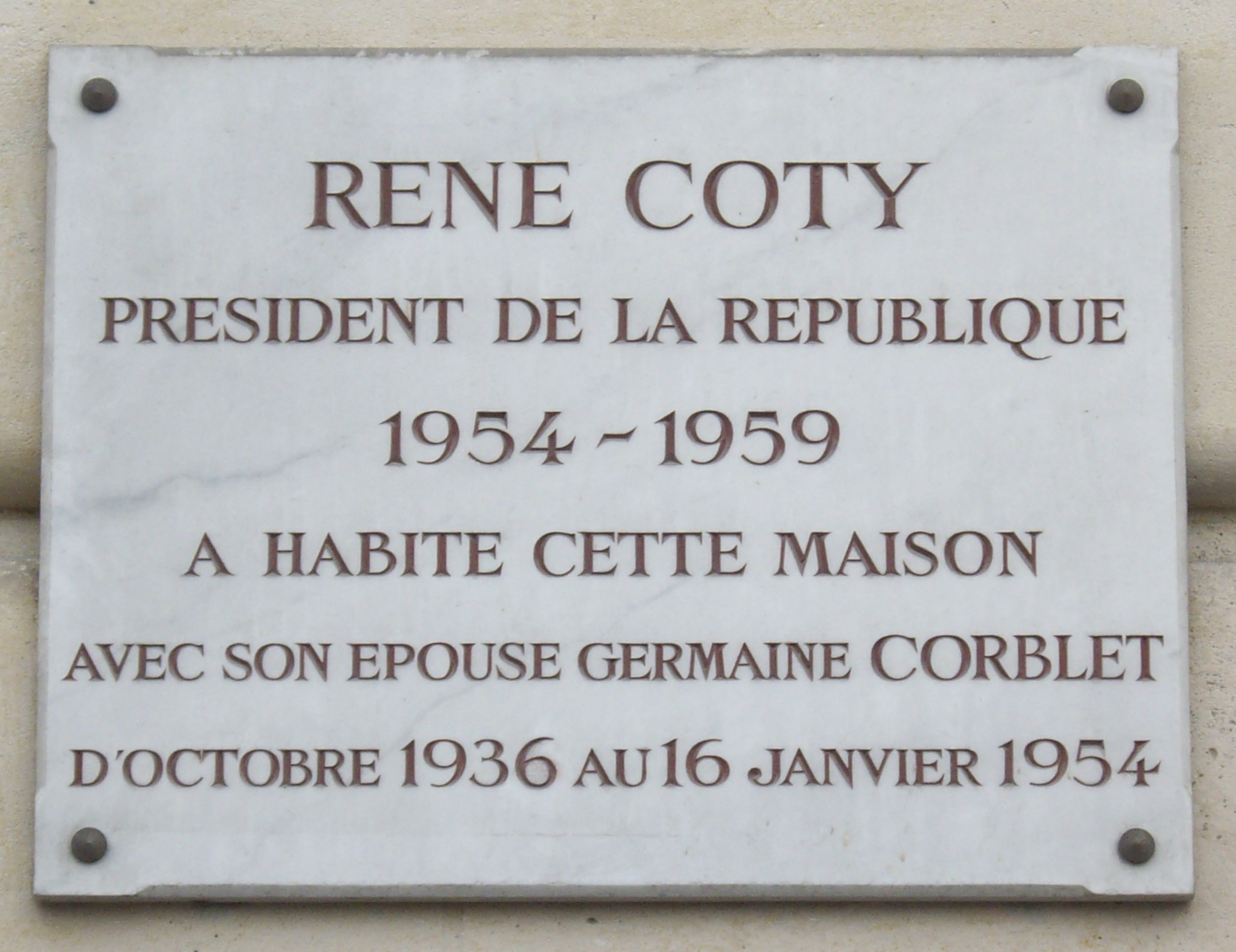
Plaque à son domicile, 5 quai aux Fleurs.

Une avenue porte son nom dans le 14e arrondissement de Paris tandis qu'il existe un quartier Président-René Coty à Blois. Plus généralement, 164 lieux publics portent le nom de René Coty.
Un collège à Val-de-Scie (ancienne commune d'Auffay), une école élémentaire à Dammarie-les-Lys et une autre à Maule portent également le nom de l’ancien chef de l'État,. En outre, le principal centre commercial du Havre, l’espace Coty, est inauguré en 1999.

## Dans la culture populaire

### Filmographie

#### Cinéma
Le président Coty connaît un gain de popularité auprès des jeunes générations à la sortie en 2006 de OSS 117 : Le Caire, nid d'espions. Dans ce film, l’espion français Hubert Bonisseur de La Bath, alias OSS 117, fait très souvent référence à René Coty, qu'il considère comme son modèle. Ainsi, il distribue fièrement et à tout-va des photos du président de la République, n'hésitant pas à prononcer son éloge : « C'est notre raïs à nous. C'est M. René Coty. Un grand homme. Il marquera l'histoire ! ».

#### Télévision

##### Docufiction
En 2010, dans Je vous ai compris : de Gaulle, 1958-1962 de Serge Moati, il joué par Jacques Brunet.

##### Série
Dans De Gaulle, l'éclat et le secret sorti en 2020, son rôle est interprété par Olivier Pajot.